# Koński Smug
Koński Smug (en alemán: Hengst-Wiese) es una isla en la parte posterior del delta del río Świna en Polonia. Se encuentra al sur de la aldea Przytór (Pritt). La isla está deshabitada y debido a sus muchas especies de animales se mantiene una protección especial para la naturaleza (especialmente para las aves en sus zonas de anidación).